# ワダダ・レオ・スミス
ワダダ・レオ・スミス（Wadada Leo Smith、1941年12月18日 - ）は、アメリカ人のトランペッターにして作曲家であり、主にアヴァンギャルド・ジャズとフリー・インプロヴィゼーションの分野で活動している。2012年5月22日にリリースされたアルバム『Ten Freedom Summers』によって、2013年のピューリッツァー賞 音楽部門におけるファイナリスト3人のうちの1人となった。

## 略歴
スミスはミシシッピー州リーランドで生まれた。自分の楽器がトランペットに落ち着く前には、ドラム、メロフォン、そしてフレンチホルンの演奏を行っていた。さまざまなリズム・アンド・ブルースのグループで演奏した後、1967年までにAACMのメンバーとなり、リロイ・ジェンキンス、アンソニー・ブラクストンとのトリオであるクリエイティヴ・コンストラクション・カンパニーを共同で結成した。1971年、スミスは自身のレーベル「Kabell」を設立。また、ヘンリー・スレッギル、アンソニー・デイヴィス、オリヴァー・レイクなどのメンバーと一緒に別のバンド、New Dalta Ahkriを結成した。
1970年代に、スミスはウェズリアン大学で民族音楽学を学んだ。その頃、再びアンソニー・ブラクストンと共演し、同時にデレク・ベイリーのカンパニーとも共演した。1980年代半ば、スミスはラスタファリアン（ラスタファリ運動の実践者）となって、「ワダダ」という名前を使い始めた。1993年にはカリフォルニア芸術大学で教鞭をとるようになり、2014年まで続けることとなった。トランペットとフリューゲルホルンに加えて、スミスは箏、カリンバ、atenteben（ガーナの竹笛）を含むいくつかの世界の楽器を演奏している。また、楽器を作成するコースも教えてきた。彼の作曲には、しばしば1970年に開発した「Ankhrasmation」と呼ばれる図形譜のシステムが使われている。
1998年、スミスとギタリストのヘンリー・カイザーは、マイルス・デイヴィスの当時あまり知られていなかった1970年代エレクトリック期へのオマージュ作品『ヨ・マイルス!』をリリースした。このアルバムでは、スミス、カイザーに加え、大勢のミュージシャンが、マイルスのエレクトリック・ミュージックにインスパイアされたカバー・ヴァージョンやオリジナル作品をレコーディングした。続編の『Sky Garden』（2004年にキュニフォームよりリリースされた）と『Upriver』（2005年リリース）は、また違うミュージシャンによってレコーディングされた。どちらののラインナップでも、マイケル・マンリングのベースがフィーチャーされた。
スミスが率いるグループ、ゴールデン・カルテット（彼はこの名義でいくつかのアルバムをリリースした）は、もともとドラムのジャック・ディジョネット、キーボードのアンソニー・デイヴィス、そしてベースのマラカイ・フェイバースをフィーチャーしていた。何度かのメンバー・チェンジを経て、ゴールデン・カルテットは新たにドラムのフェローン・アクラフ、ベースのジョン・リンドバーグ、ピアノのデイヴィスをフィーチャーするようになった。
2000年代には、スミスはジョン・ゾーンのレーベルであるツァディク、およびパイ・レコーディングスでアルバムをレコーディングした。2008年に、彼とゴールデン・カルテットは『Freedom Now』というタイトルのDVDを発売した。

## ディスコグラフィ

### リーダー・アルバム
- Creative Music - 1 (1972年、Kabell)
- Reflectativity (1975年、Kabell)
- Song of Humanity (1977年、Kabell)
- The Mass on the World (1978年、Moers)
- Solo Music: Ahkreanvention (1979年、Kabell)
- 『ディヴァイン・ラヴ』 - Divine Love (1979年、ECM)
- Budding of a Rose (1979年、Moers)
- Spirit Catcher (1979年、Nessa)
- Touch the Earth (1980年、FMP)
- Go in Numbers (1982年、Black Saint)
- If You Want the Kernels You Have to Break the Shells (1983年、FMP)
- Human Rights (1982年、Kabell)
- Procession of the Great Ancestry (1982年、Nessa, 1989)
- Rastafari (1983年、Sackville)
- 『カルチャー・ジャズ』 - Kulture Jazz (1993年、ECM)
- Tao-Njia (1996年、Tzadik)
- Golden Hearts Remembrance (1997年、Chap Chap)
- Prataksis (1997年、Ninewinds)
- Condor, Autumn Wind (1998年、Wobbly Rail)
- Light Upon Light (1999年、Tzadik)
- Reflectativity (2000年、Tzadik)
- Golden Quartet (2000年、Tzadik)
- Red Sulphur Sky (2001年、Tzadik)
- 『象の年』 - The Year of the Elephant (2002年、Pi)
- Luminous Axis (2002年、Tzadik)
- 『有機音響』 - Organic Resonance (2003年、Pi)
- Lake Biwa (2004年、Tzadik)
- Saturn, Conjunct the Grand Canyon in a Sweet Embrace (2004年、Pi)
- Snakish (2005年、Leo)
- Compassion (2006年、Meta/Kabell)
- Wisdom in Time (2007年、Intakt)
- Tabligh (2008年、Cuneiform)
- America (2009年、Tzadik)
- Spiritual Dimensions (2009年、Cuneiform)
- Abbey Road Quartet (2009年、Treader)
- The Blue Mountain's Sun Drummer (2010年、Kabell)
- Heart's Reflections (2011年、Cuneiform)
- Dark Lady of the Sonnets (2011年、TUM)
- Ten Freedom Summers (2012年、Cuneiform)
- Ancestors (2012年、TUM)
- Occupy the World (2013年、TUM)
- Sonic Rivers (2014年、Tzadik) ※with ジョージ・ルイス、ジョン・ゾーン
- Red Hill (2014年、RareNoise) ※with ジェイミー・サフト、ジョー・モリス、ボラージュ・パンディ
- The Great Lakes Suites (2014年、TUM)
- June 6th 2013 (2014年、Novara Jazz) ※with Eco D'Alberi
- Celestial Weather (2015年、TUM) ※with ジョン・リンドバーグ
- A Cosmic Rhythm with Each Stroke (2016年、ECM) ※with ヴィジェイ・アイヤー
- America's National Parks (2016年、Cuneiform)
- 『ゴールデン・ハーツ・リメンバランス』 - Golden Hearts Rememberance (2016年、Bishop Records) ※ワダダ・レオ・スミス&ンダ・カルチャー名義
- Najwa (2017年、TUM)
- 『アスピレーション』 - Aspiration (2017年、Libra Records) ※with 田村夏樹、藤井郷子、イクエ・モリ
- Solo: Reflections and Meditations on Monk (2017年、TUM)
- Lebroba (2018年、ECM) ※with アンドリュー・シリル、ビル・フリゼール

### コンピレーション・アルバム
- Kabell Years: 1971-1979 (2004年、Tzadik) ※『Creative Music - 1』『Reflectativity』『Song of Humanity』『Solo Music: Ahkreanvention』と追加曲で構成

### 参加アルバム
ムハル・リチャード・エイブラムス
- 『ヤング・アット・ハート』 - Young at Heart/Wise in Time (1974年、Delmark)

マリオン・ブラウン
- 『リズマス』 - Creative Improvisation Ensemble (1970年、Freedom [1975年発売])
- 『ジーチー・リコレクションズ』 - Geechee Recollections (1973年、Impulse!)

アンソニー・ブラクストン
- 『スリー・コンポジションズ・オブ・ニュー・ジャズ』 - 3 Compositions of New Jazz (1968年、Delmark)
- 『サイレンス』 - Silence (1969年、Freedom [1975年発売]) ※with Leroy Jenkins
- 『アンソニー・ブラクストン』 - Anthony Braxton (1969年、BYG Actuel)
- 『ジス・タイム…』 - This Time... (1970年、BYG Actuel)
- 『トリオ・アンド・デュエット』 - Trio and Duet (1974年、Sackville)
- Creative Orchestra Music 1976 (1976年、Arista)
- Creative Orchestra (Köln) 1978 (1978年、hatART [1995年発売])

クリエイティヴ・コンストラクション・カンパニー
- 『クリエイティヴ・コンストラクション・カンパニー』 - Creative Construction Company (1970年、Muse [1975年発売])
- 『クリエイティヴ・コンストラクション・カンパニー VOL.2』 - Creative Construction Company Vol. II (1970年、Muse [1976年発売])

アンドリュー・シリル
- Lebroba (1918年、ECM)

ヘンリー・カイザー
- 『ヨ・マイルス!』 - Yo, Miles! (1998年、Shanachie)
- Sky Garden (2004年、Cuneiform)
- Upriver (2004年、Cuneiform)

フランク・ロウ
- 『ザ・フラム』 - The Flam (1975年、Black Saint)

マシュー・シップ
- New Orbit (2001年、Thirsty Ear)

スプリング・ヒール・ジャック
- 『ザ・スウィートネス・オブ・ザ・ウォーター』 - The Sweetness of the Water (2004年、Thirsty Ear)
- Hackney Road (2018年、Treader) with Pat Thomas and Steve Noble

ジョン・ゾーン
- 50th Birthday Celebration Volume 8 (2003年、Tzadik)
- The Unknown Masada (2003年、Tzadik)